# Вајт Ривер (Јужна Дакота)
Вајт Ривер (енгл. White River) град је у америчкој савезној држави Јужна Дакота.

## Демографија
По попису из 2010. године број становника је 581, што је 17 (-2,8%) становника мање него 2000. године.
| Група             | 2000.       | 2010.       |
| Белци             | 306 (51,2%) | 282 (48,5%) |
| Афроамериканци    | 0 (0,0%)    | 2 (0,3%)    |
| Азијати           | 1 (0,2%)    | 2 (0,3%)    |
| Хиспаноамериканци | 6 (1,0%)    | 12 (2,1%)   |
| Укупно            | 598         | 581         |